# Valperga (Italia)
Valperga es una localidad y comune italiana de la provincia de Turín, región de Piamonte, con 3.136 habitantes. Forma parte de la Comunità Montana Alto Canavese.

## Evolución demográfica
| Gráfica de evolución demográfica de Valperga entre 1861 y 2001 |
|                                                                |
| Fuente ISTAT - elaboración gráfica de Wikipedia                |

## Lugares de interés
- Sacro Monte di Belmonte (Patrimonio Mundial según la Unesco)

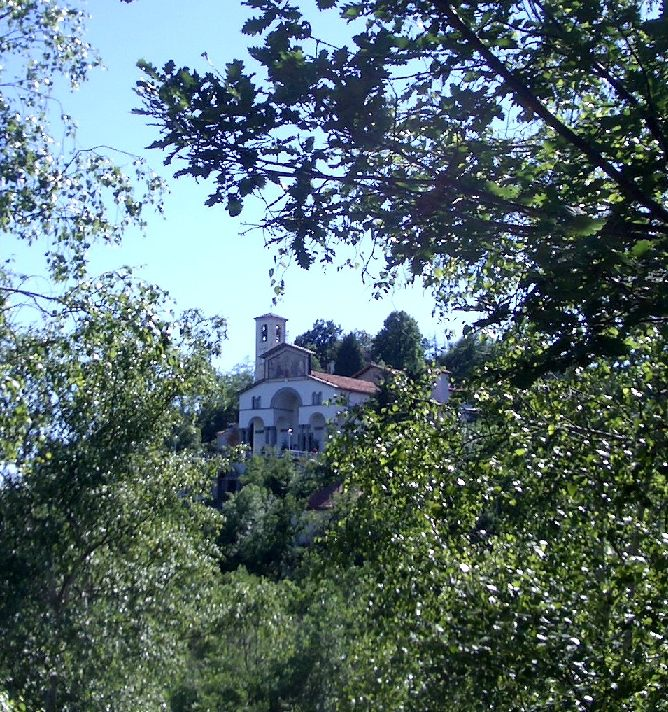
Sacro Monte di Belmonte Panorama con vista del Santuario
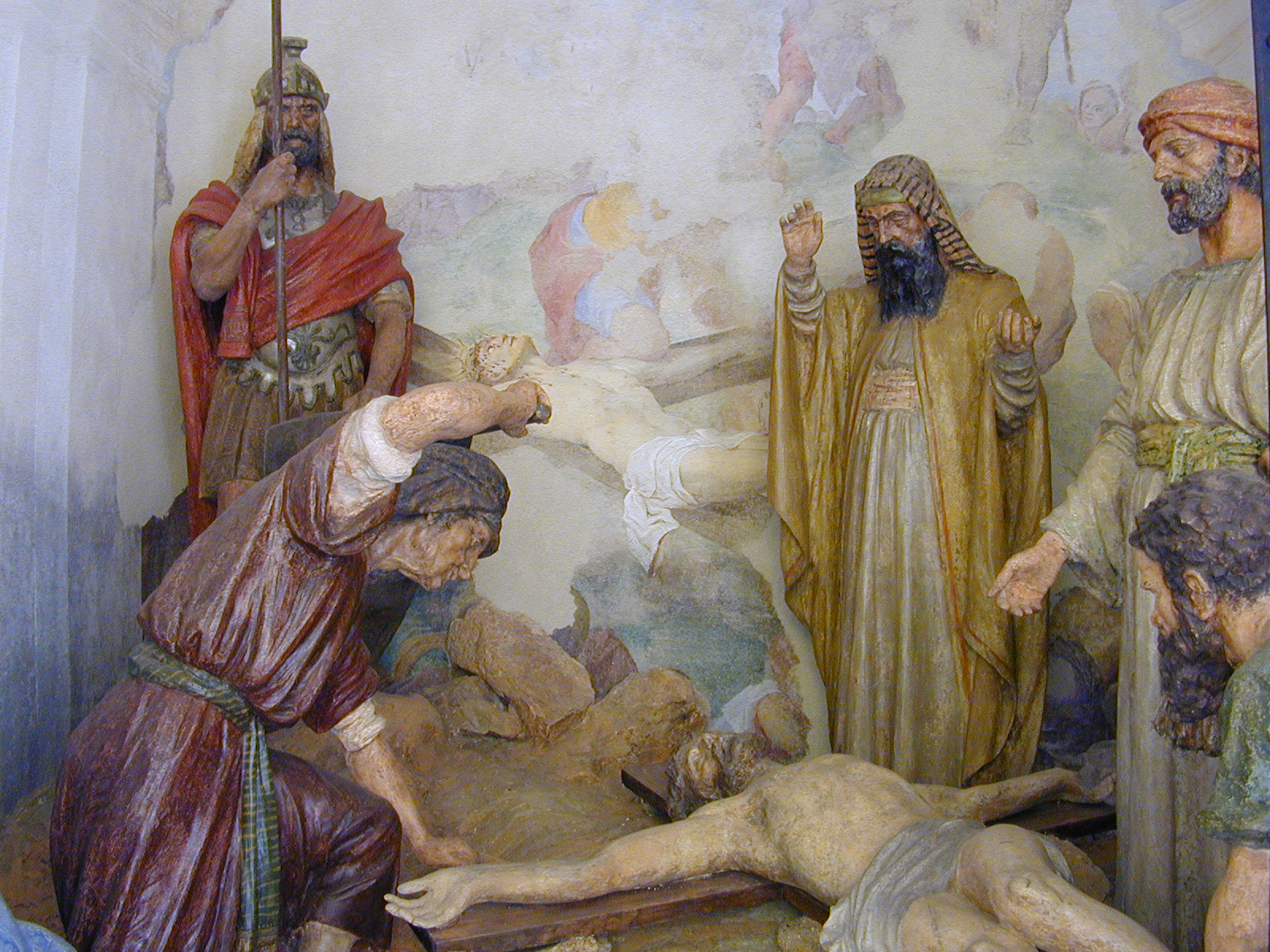
Sacro Monte di Belmonte Capilla 11. Crucifixión
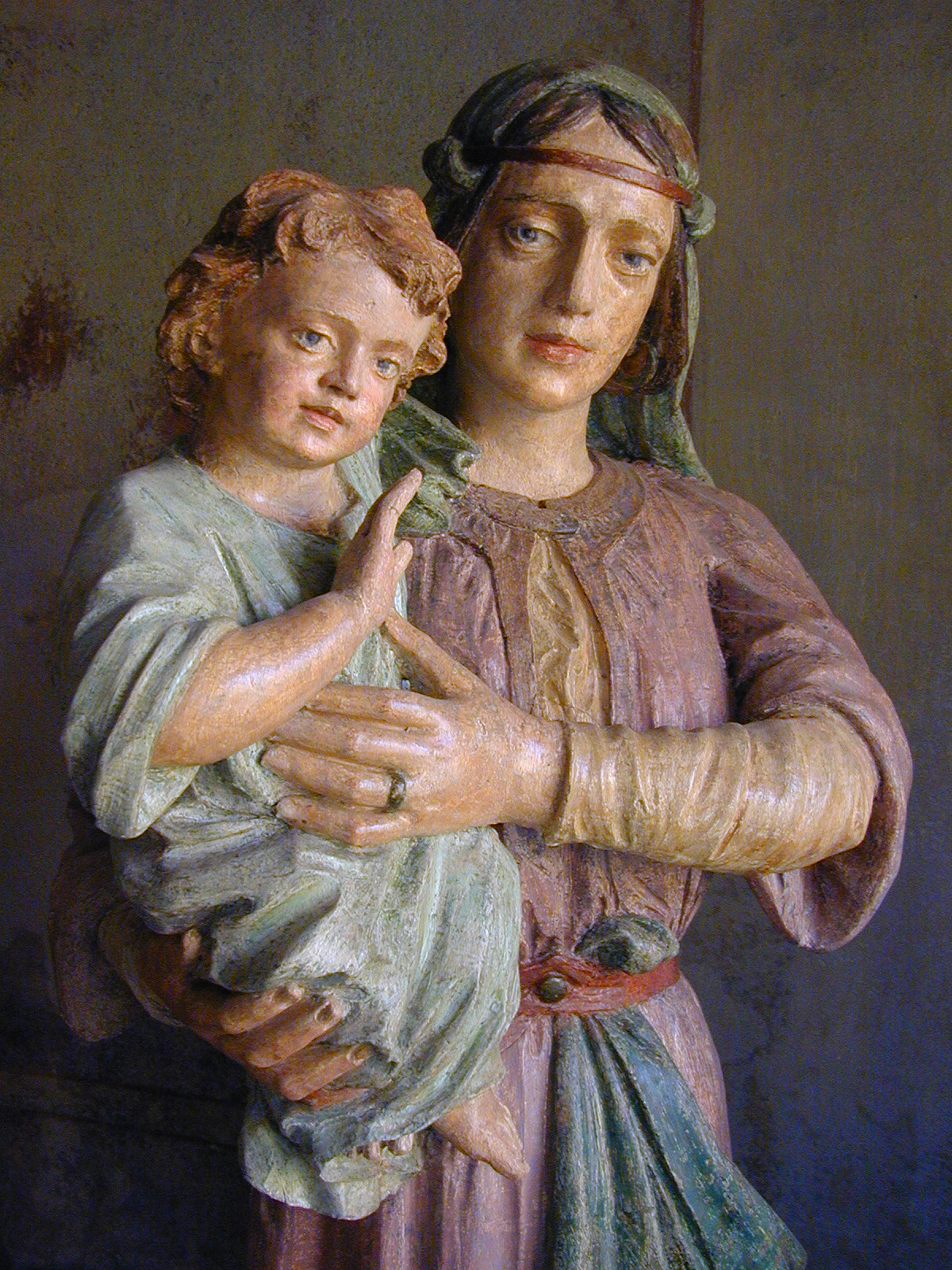
Sacro Monte di Belmonte Capilla 8. Las santas mujeres